# Psyma Group
Die Psyma Group AG ist eine Holdinggesellschaft für einen Verbund von Marktforschungsinstituten, die zumeist als GmbHs unter dem Namen „Psyma + Namenszusatz“ geführt werden. Aktuell ist Psyma im weltweiten Ranking die Nummer 43 (nach Umsatz), das sechstgrößte Marktforschungsinstitut und das größte rein inhabergeführte Deutschlands. Stammsitz ist der bei Nürnberg gelegene Ort Rückersdorf.

## Rechtsform
Die Holding Psyma Group AG ist eine nicht börsennotierte Aktiengesellschaft, deren Aktien von den Gründern sowie den Geschäftsführern gehalten werden. Die Holding selbst tritt am Markt nicht auf, sondern hält mehrheitliche Anteile an den operativ tätigen GmbHs. Minderheitsgesellschafter sind in der Regel die jeweiligen Geschäftsführer.

## Geschichte
Das von Reinhold Bergler, Manfred Hambitzer und Klaus Haupt 1957 gegründet und anfänglich unter dem Namen „arbeitsgruppe für psychologische marktanalysen“ operierende Unternehmen, gilt als maßgeblicher Wegbereiter der psychologischen Marktforschung im deutschsprachigen Raum. In den 1960er Jahren war es zugleich auch das größte psychologisch orientierte Marktforschungsinstitut in Deutschland.
Untersuchungsgegenstand waren tiefenpsychologische, qualitative Interviews. 1967 wurde eine der deutschlandweit ersten professionellen Abteilungen für pharmazeutische Marktforschung aufgebaut. Seit den 1990er Jahren wird eine internationale Expansion forciert (Stand März 2012: 16 Gesellschaften in insgesamt 13 Ländern).
Der Unternehmensgründer Klaus Haupt erhielt im Jahr 2010 für die Gründung und dem internationalen Ausbau der heutigen PSYMA Group und sein Engagement für die Marktforschung den Ehrenpreis der Deutschen Marktforschung vom BVM verliehen. Bereits 2001 wurde er mit dem Verdienstkreuz am Bande des Verdienstordens der Bundesrepublik für sein unternehmerisches und ehrenamtliches Wirken geehrt.
Im Juli 2016 legte Klaus Haupt den Vorsitz im Aufsichtsrat der Psyma Group nieder und sein Stellvertreter Christian Ryssel übernahm den Vorsitz.

## Geschäftsbereiche
Psyma deckt in Deutschland verschiedene Geschäftsbereiche ab, die sich an Branchen orientieren:
Medizintechnik & Pharmazie, FMCG / NuG, Medien, Automobil, Finanzdienstleistungen, Mode & Kosmetik, IT / TK, Sport & Freizeit sowie Handel und führt zu diesen Themenfelder jährlich eine Vielzahl von Studien durch. Branchenübergreifend arbeitet das Competence Center E-Business.
Der Pharmabereich Psyma International Medical Marketing Research verkündete im Januar 2016 die Gründung des Geschäftsbereichs Consumer Health & Care.

## Methoden
Traditioneller Fokus sind Ad-hoc-Projekte im Bereich der qualitativen Marktforschung. Ergebnis dieser Art der Untersuchung sind hierbei im direkten Gespräch (via Face-to-face- bzw. Tiefeninterviews oder in Gruppendiskussionen) gewonnene Erkenntnisse, die in Cluster eingeteilt und interpretiert werden. Diese Methodik setzt bei den Befragenden profunde Kenntnisse des betreffenden Marktes (Marktpsychologie) voraus, um mit einer geeigneten Befragungstechnik überhaupt verwertbare Antworten zu bekommen. Im Bereich der quantitativen Marktforschung konnte der Geschäftsbereich E-Business ein online-gestütztes, standardisiertes System zum Benchmarking von Unternehmenswebsites weltweit etablieren. Auch andere, qualitativ gewonnene Erkenntnisse werden häufig quantifiziert.